# Задняя продольная связка
Задняя продольная связка (лат. Ligamentum longitudinale posterius) — длинная связка позвоночного столба, располагающаяся на задней поверхности тел позвонков от второго шейного позвонка до верхнего конца канала крестца. Она препятствует чрезмерному сгибанию позвоночного столба, являясь функциональным антагонистом передней продольной связки.